# Мартыновское (посёлок, Николаевская область)
Мартыновское (укр. Мартинівське) — посёлок в Вознесенском районе Николаевской области Украины.
Основано в 1890 году. Население по переписи 2001 года составляло 2654 человек. Почтовый индекс — 56525. Телефонный код — 5134. Занимает площадь 1,144 км².

## Местный совет
56523, Николаевская обл., Вознесенский р-н, с. Прибужаны, ул. Одесская, 18